# Mimudea subochracealis
Mimudea subochracealis là một loài bướm đêm trong họ Crambidae.